# 1977年吉兰丹紧急状态

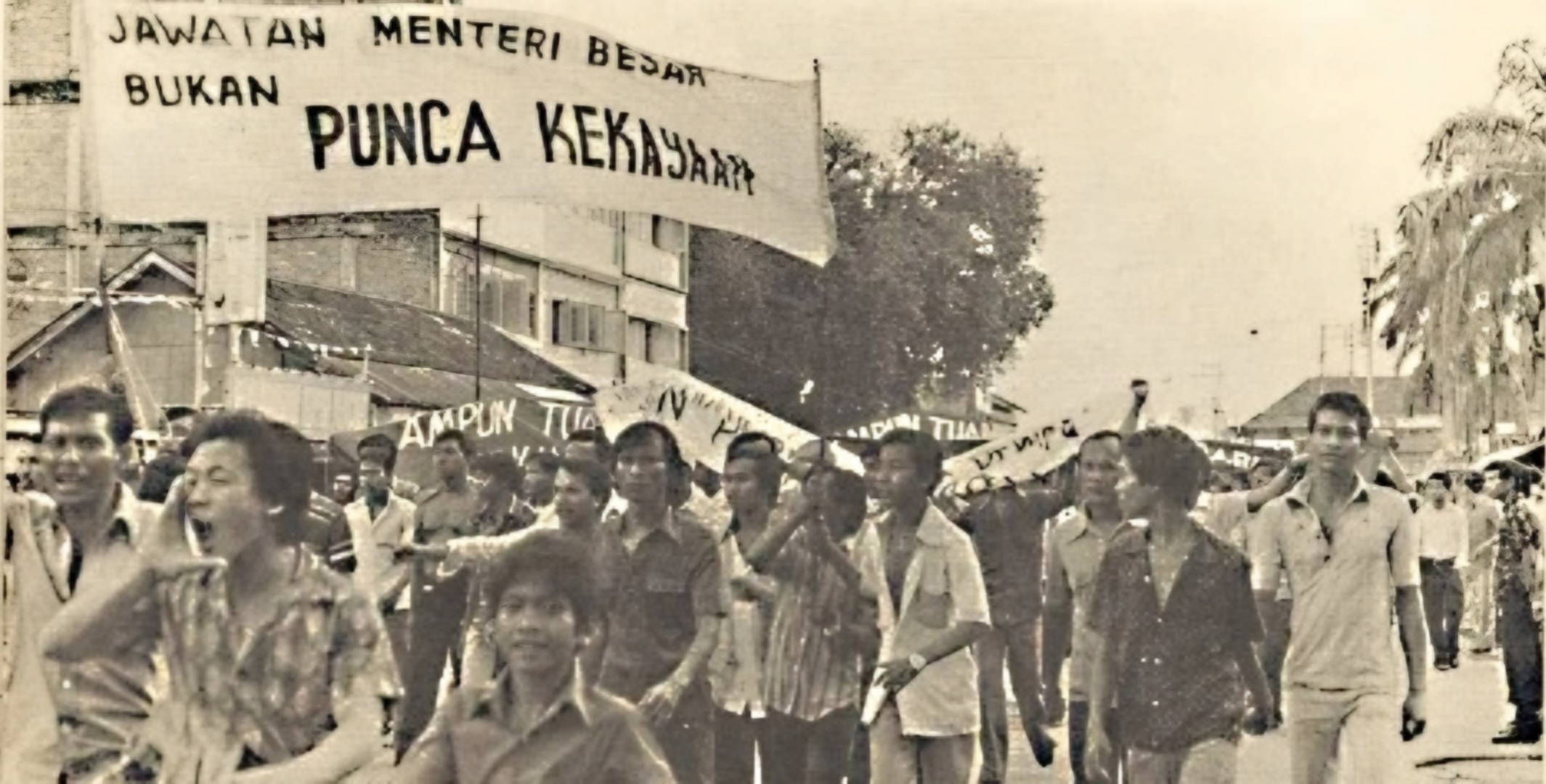
1977年，莫哈末·纳西尔的支持者在哥打峇鲁街头组织示威

1977年吉兰丹紧急状态发生在马来西亚吉兰丹州。紧急状态由时任最高元首，也是吉兰丹苏丹的端姑雅亚·柏特拉应联邦政府请求，因吉兰丹发生政治危机和街头暴力而于1977年11月8日颁布。这也是马来亚和马来西亚第五次颁布紧急状态，前面几次是1948年至1960年的马来亚紧急状态、1963年至1966年的印度尼西亚—马来西亚对抗、1966年砂拉越州宪政危机和1969年的五一三事件。

## 背景
1977年的吉兰丹州务大臣是泛马回教党籍的莫哈末·纳西尔。自1972年以来，回教党就是联邦执政党联盟以及随后的国民阵线（1974年起）的成员党。1977年，莫哈末·纳西尔在回教党内部感受到不满，被指控藐视党的指示。10月15日至16日，州议会提出不信任动议，其中20名回教党议员支持该动议，而国阵的13名巫统和1名马华公会议员则退席抗议。莫哈末·纳西尔拒绝辞职，向时任吉兰丹摄政王东姑依斯迈请求解散州议会，进行选举，但遭到拒绝。随后，莫哈末·纳西尔的支持者在哥打峇鲁街头组织示威，最终引发大规模暴力和抢劫。

## 紧急状态颁布
1977年11月8日，时任最高元首，也是吉兰丹苏丹的端姑雅亚·柏特拉宣布吉兰丹州进入紧急状态。第二天，国会通过了《1977年紧急权力（吉兰丹）法案》，赋予联邦政府管理该州的隐含权力。尽管隶属于国阵，14名回教党国会议员中的12名仍旧投票反对该法案。随后，回教党被开除出国阵。
紧急状态期间，莫哈末·纳西尔保留州务大臣一职，但权力有限，因为最终行政权归属于吉兰丹联邦行政管理局局长，该职务由首相根据《1977年紧急权力（吉兰丹）法案》任命。资深公务员哈欣·阿曼（随后于1982年被任命为联邦政府首席秘书，1984年退休）被任命为局长。
1978年3月，吉兰丹在全国大选数月前举行州选举。上阵选举的有回教党、巫统和莫哈末·纳西尔新成立的泛马来西亚伊斯兰阵线。巫统赢得23席，伊阵赢得11席，回教党仅得2席，巫统第一次组建吉兰丹州政府。
选后，伊阵加盟国阵，莫哈末·纳西尔被委任为上议员和不管部长，巫统党籍的莫哈末耶谷出任吉兰丹州务大臣。莫哈末耶谷的大臣职务一直担任至1990年败选为止，这一年也是回教党重新执政丹州的一年。